# Kogal
Kogal je priimek v Sloveniji, ki ga je po podatkih Statističnega urada Republike Slovenije na dan 1. januarja 2010 uporabljalo 21 oseb.

## Znani nosilci priimka
- Uroš Kogal (*1977), atlet, deseterobojec